# Tijat
La Tijat è una motonave, appartenuta dal 1955 al 2023 alla Jadrolinija, ad oggi trasformata in nave museo a Sebenico.

## Servizio
Costruito nel 1955 nel cantiere navale Brodogradiliste i Tvornica Dizel motora di Spalato con il nome di Ohrid e consegnato nello stesso anno alla Jadrolinija, prende servizio nei collegamenti locali tra Šibenik-Zlarin-Prvić Luka-Šepurine-Vodice, dove ha operato fino al termine della sua carriera.
Nel 1991 viene ribattezzato Hrid. Nello stesso anno torna a chiamarsi Ohrid.
Nel 1997 viene ribattezzato Tijat.

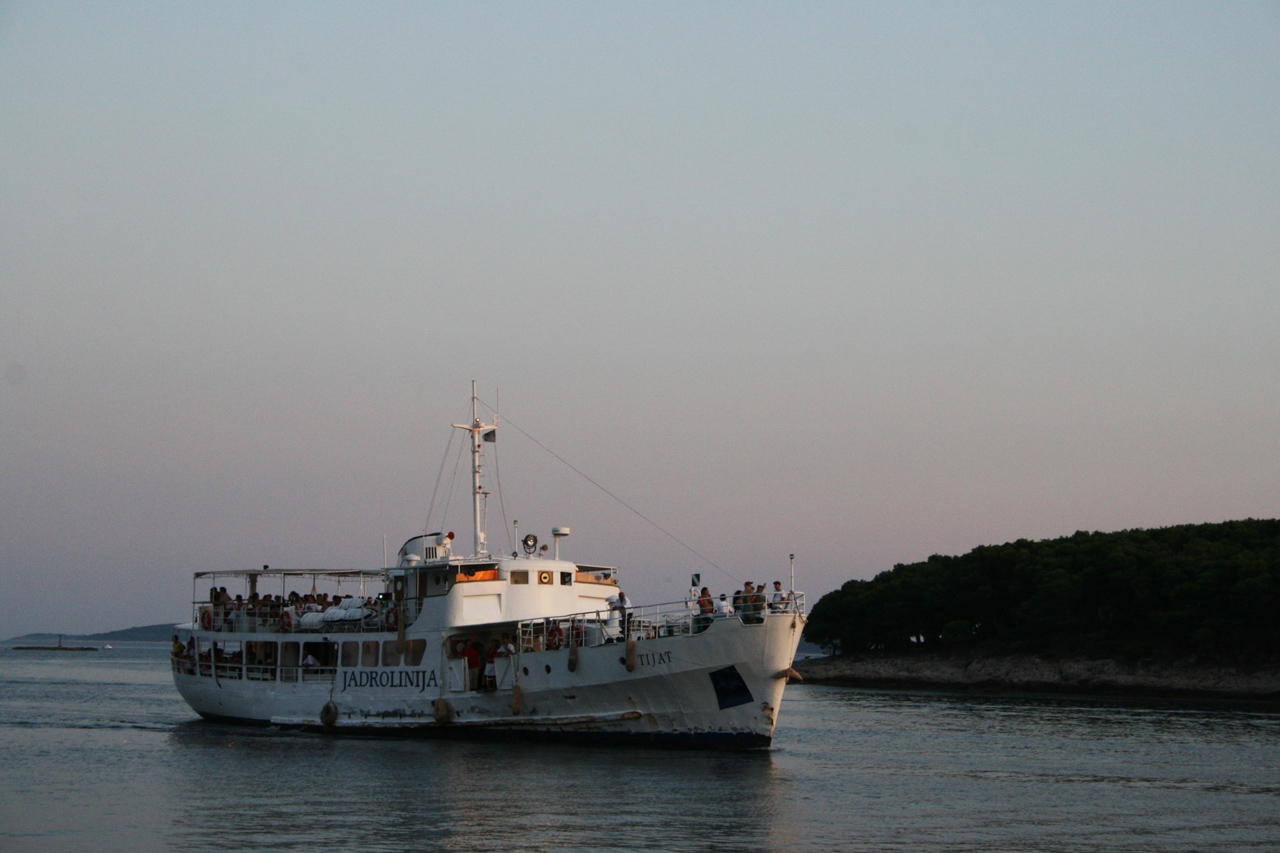
Il Tijat in arrivo a Prvić Luka nel 2009.

Il 1º luglio 2023, con l'avvicendamento sulla linea del compagno di flotta Postira, viene disarmato, in attesa del proprio destino finale.

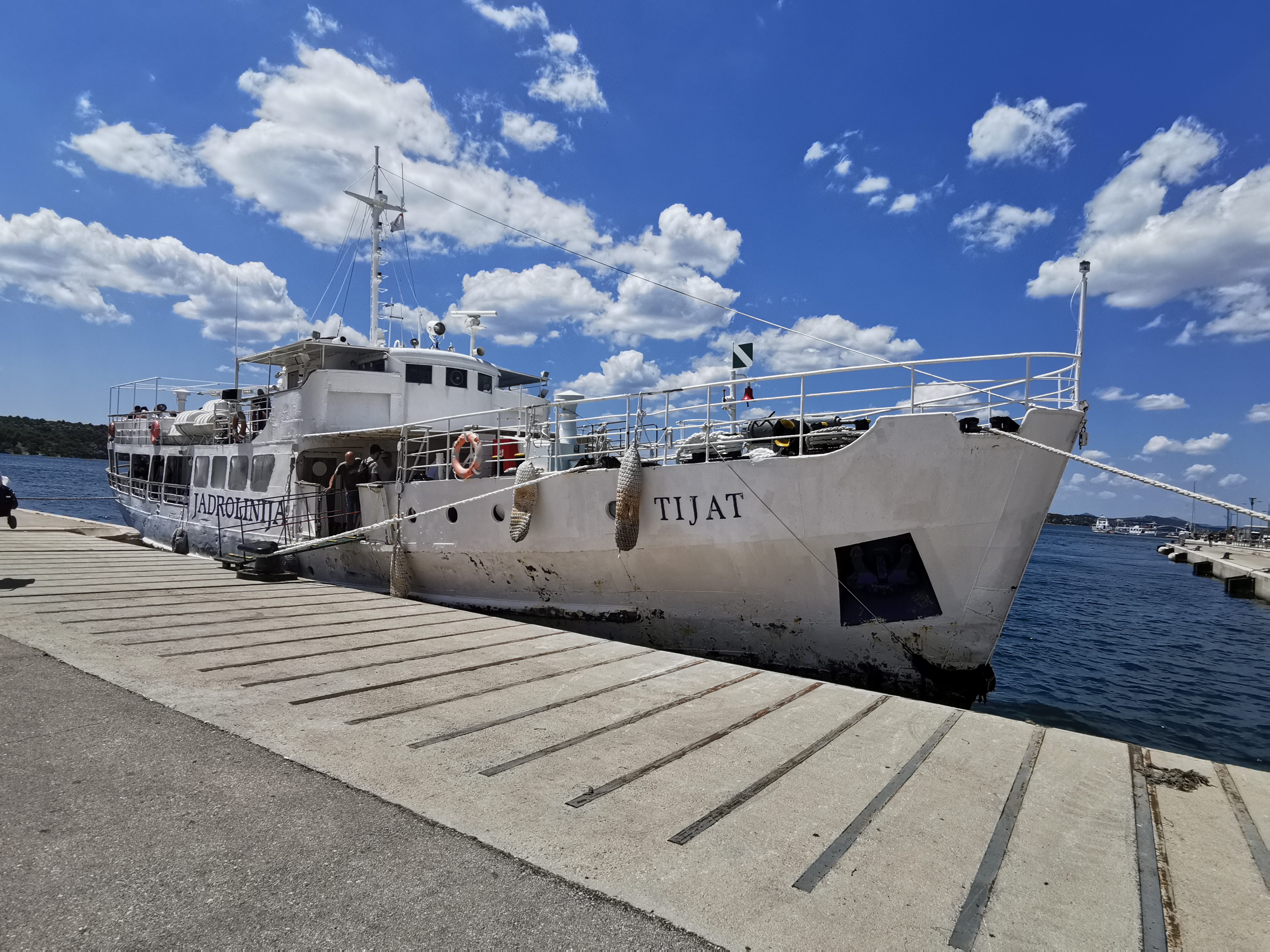
Il Tijat in una delle sue ultime traversate a giugno 2023.

Nell'ottobre del 2023 viene acquistato dalla Regione di Sebenico e Tenin, con l'intenzione di trasformare la storica motonave in una nave museo nel porto di Sebenico, dove viene trasferita il 4 ottobre successivo.

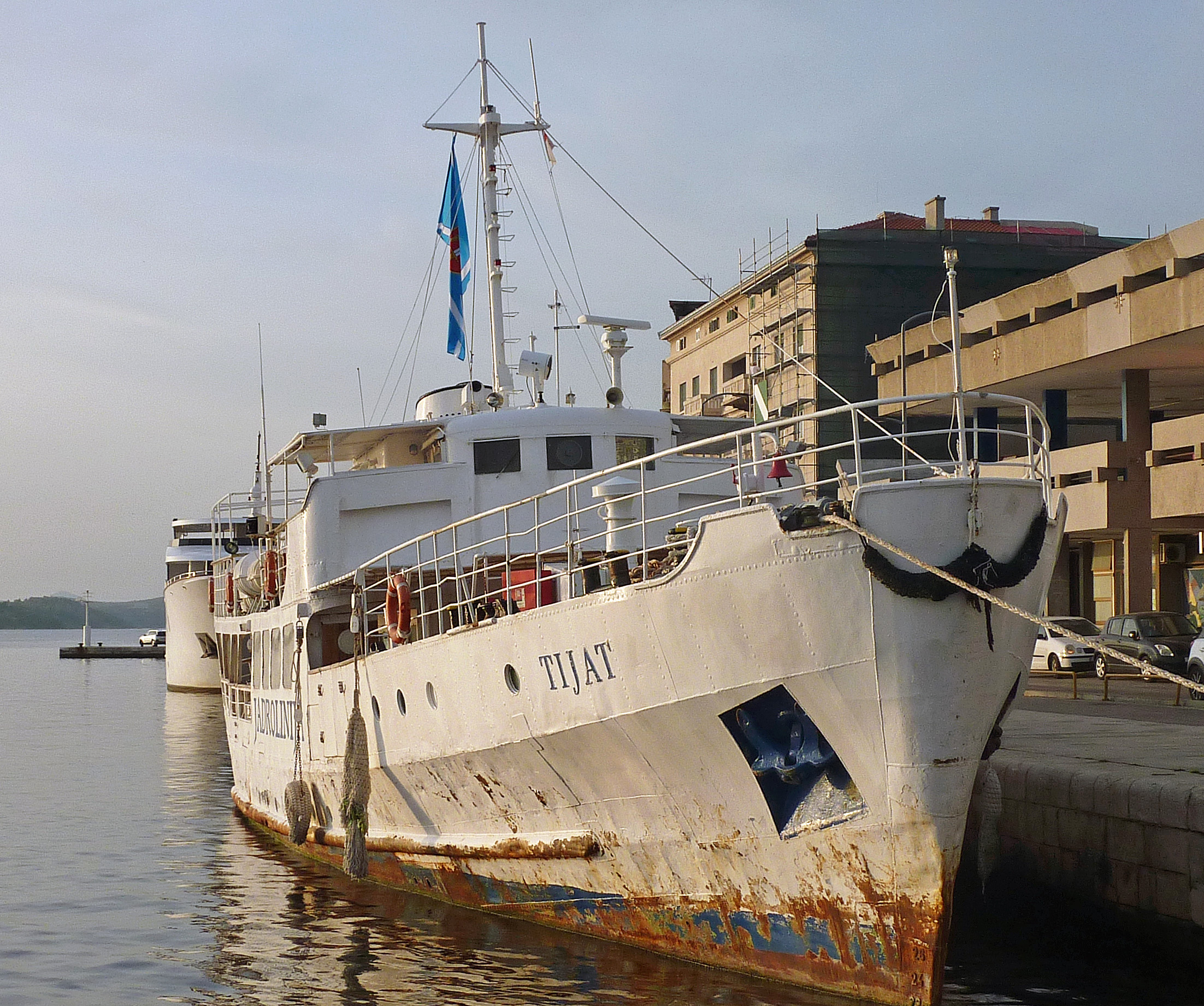
Il Tijat ormeggiato a Sebenico Nell'ottobre del 2023.